# Sigerslevvester Sogn
Sigerslevvester Sogn er et sogn i Frederikssund Provsti (Helsingør Stift).
I 1800-tallet var Sigerslevvester Sogn anneks til Græse Sogn. Begge sogne hørte til Lynge-Frederiksborg Herred i Frederiksborg Amt. Græse-Sigerslevvester sognekommune blev ved kommunalreformen i 1970 indlemmet i Frederikssund Kommune.
I Sigerslevvester Sogn ligger Sigerslevvester Kirke.
I sognet findes følgende autoriserede stednavne:
- Apholm (bebyggelse)
- Sigerslevvester (bebyggelse)
- Sigerslevvester By (bebyggelse, ejerlav)
- Skelbæk (bebyggelse)